# Kaiser-Ilin Industries
Kaiser-Ilin Industries (Hebreeuws: קייזר-אילין תעשיות) was de eerste belangrijke auto-assemblagefabriek in Israël. Het bedrijf ging in 1951 van start als Kaiser-Frazer of Israel (Kafris), een joint venture tussen de Israëlisch zakenman Efraim Ilin en de Amerikaanse autoconstructeur Kaiser-Frazer. De fabriek was gevestigd in Nesher (Haifa).

## Geschiedenis

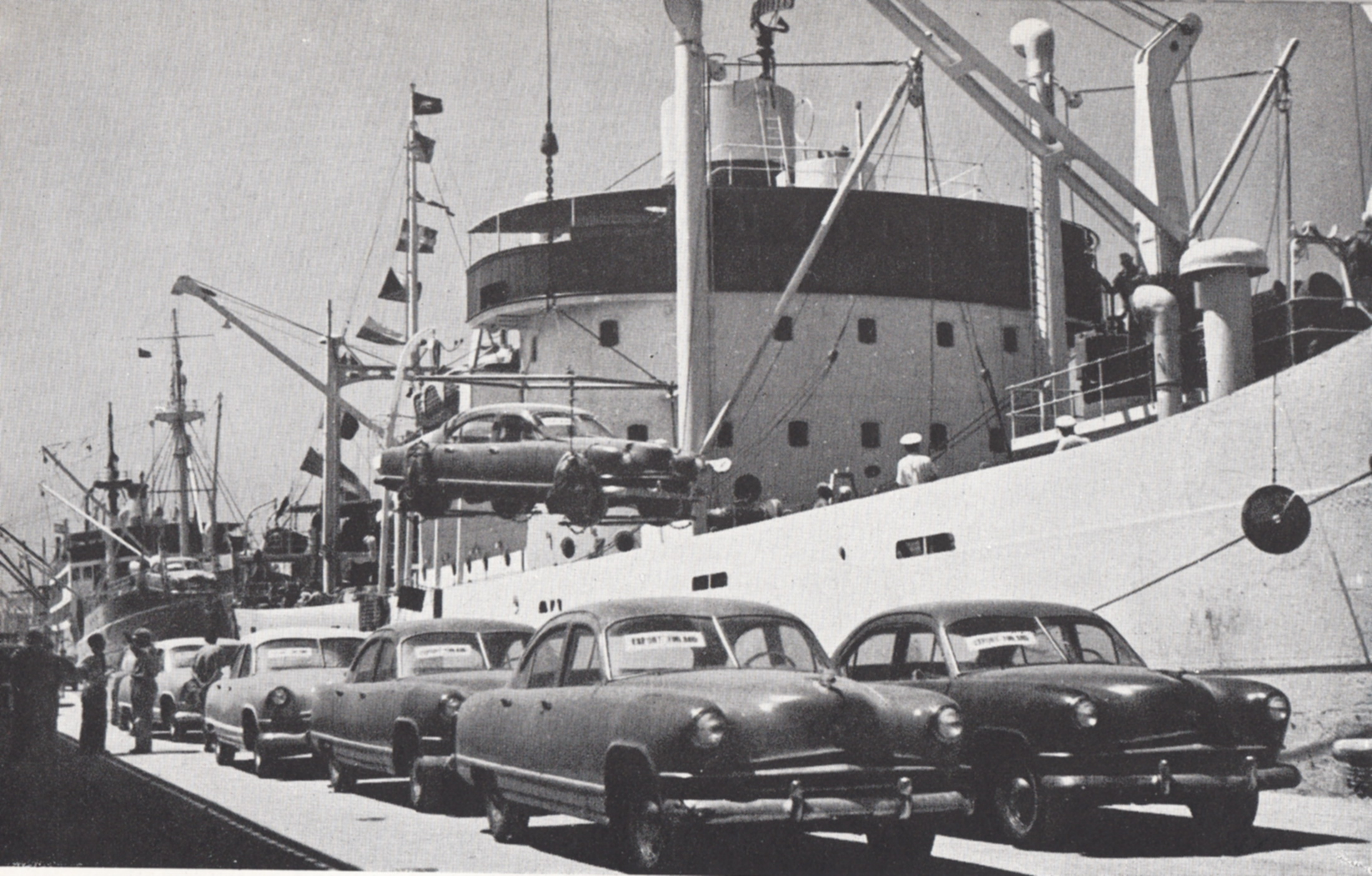
Israëlische export van Kaiser auto's

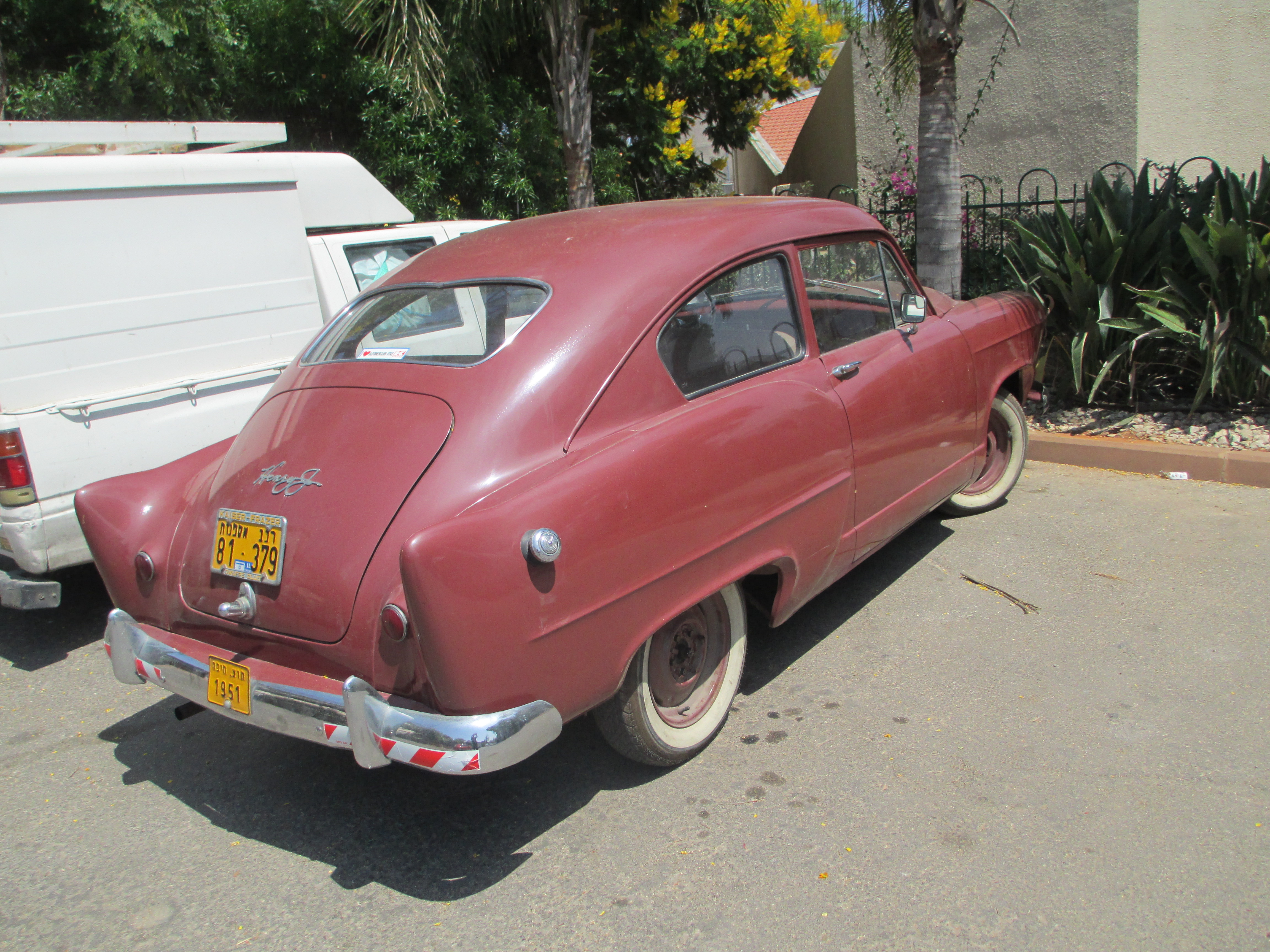
Henry J in Israël

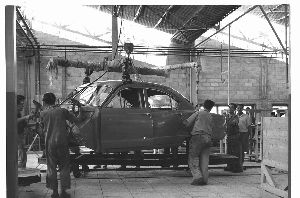
Auto-assemblage in de Kaiser-Frazer-fabriek (1951)

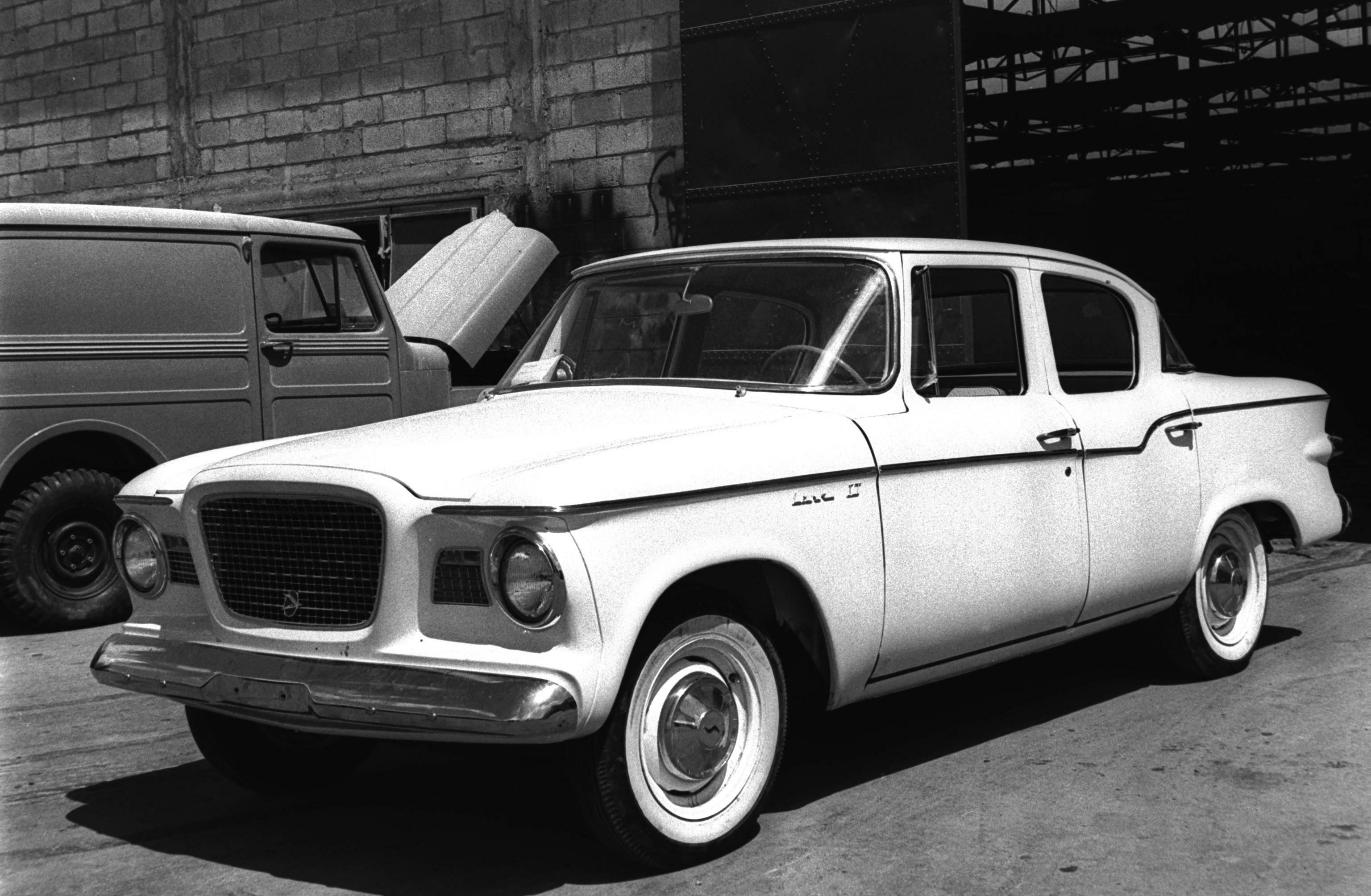
Eerste Studebaker Lark geassembleerd bij Kaiser-Frazer in Haifa (1960)

Na de oprichting van de staat Israël in 1948 wou Ford er een assemblagefabriek oprichten. Dat ging uiteindelijk niet door omdat een aantal Arabische landen met een boycot dreigden.
Daarop probeerde de Israëlische overheid om alsnog een soortgelijke fabriek met internationale allures naar Israël te halen, wat niet eenvoudig bleek aangezien de meeste autofabrikanten in de wereld economische samenwerking met Israël vermeden.
Kaiser-Frazer was een nieuwe Amerikaanse autofabrikant die vlak na de Tweede Wereldoorlog opgericht werd. Efraim Ilin kwam begin 1950 in contact met Hickman Price, ondervoorzitter van Kaiser-Frazer, en slaagde erin om een joint venture met het Amerikaans bedrijf op te zetten, waarbij Kaiser-Frazer een half miljoen dollar en Ilin twee miljoen dollar investeerde. Anderhalf jaar later was de nieuwe assemblagefabriek in Israël een feit.
In de fabriek werd een verscheidenheid aan voertuigen gebouwd. Aanvankelijk waren dat modellen van Kaiser-Frazer, zoals de Kaiser Manhattan, de Henry J en later ook diverse modellen van Jeep. Daarnaast assembleerde Kaiser-Ilin de Renault Dauphine, de Hino Contessa (een auto van de Japanse autoconstructeur Hino Motors ontwikkeld op basis van de Renault 4CV), de Hino Briska pick-up en de Studebaker Lark.
In de jaren 1950-1955 was de Kaiser-Ilin-productie goed voor ongeveer 28% van alle industriële export van Israël. Tijdens de piekperiode had Kaiser-Ilin zo'n 2000 arbeiders in dienst.
De fabriek werd echter vaak geplaagd door problemen, sommige als gevolg van de Israëlische bureaucratie en sommige onder invloed van de buitenlandse partners. Het Amerikaanse Kaiser-Frazer leed schade door de Arabische boycot maar bleef toch achter de samenwerking staan. Het Franse Renault daarentegen annuleerde het contract voor de productie van zijn voertuigen in Israël. Volgens sommige bronnen zou dit onder druk van de Arabische boycot geweest zijn. De productie van de Contessa en de Lark werden dan weer stopgezet bij de moederbedrijven. Deze internationale en lokale moeilijkheden zouden uiteindelijk mee bijdragen tot de ondergang van de fabriek.
Als onderdeel van de aanbevelingen van een regeringscommissie uit 1965 werd een poging gedaan om de auto-industrie in Israël te consolideren, waarbij voornamelijk Autocars, Leyland (die hoofdzakelijk bussen produceerde in Ashdod) en Kaiser-Ilin in het vizier kwamen. In 1969, na 18 jaar activiteit waarin meer dan honderdduizend voertuigen werden geproduceerd, kwam Kaiser-Ilin via een gedwongen fusie in handen van Autocars.
Na de sluiting werd de fabriek in Nesher omgebouwd tot een supermarkt.